# لهنداپ دورجی
لهنداپ دورجی (انگلیسی: Lhendup Dorji؛ ۶ اکتبر ۱۹۳۵ – ۱۵ آوریل ۲۰۰۷) سیاست‌مدار اهل بوتان و رئیس جمهور موقت آن پس از قتل جیگمه پالدن دورجی بود.